# Ansamblul bisericii unitariene din Crăciunel
Ansamblul bisericii unitariene din Crăciunel este un ansamblu de monumente istorice aflat pe teritoriul satului Crăciunel; comuna Ocland.

Ansamblul este format din următoarele monumente:
- Biserica unitariană (cod LMI HR-II-m-A-12797.01)
- Zid de incintă (cod LMI HR-II-m-A-12797.02)